# 2021年のカナダ
2021年のカナダ（2021ねんのカナダ）では、2021年のカナダに関する出来事について記述する。

## 国王等
- 国王（イギリス国王が兼位。）
  - 第6代: エリザベス2世 （1952年2月6日 - 2022年9月8日）
  - 第7代: チャールズ3世 （2022年9月8日 - ）
- 総督
  - 第29代: ジュリー・ペイエット （2017年10月2日 - 2021年1月22日）
  - 空位期間（2021年1月23日 - 2021年7月25日）
  - 第30代: メアリー・サイモン （2021年7月26日 - ）
- 首相
  - 第29代: ジャスティン・トルドー （カナダ自由党、2015年11月4日 - ）

## できごと

### 1月
- 1月22日 - 第29代カナダ総督ジュリー・ペイエット、辞任[1]。ペイエット総督は、部下へのパワーハラスメント騒動の渦中にあり、辞任はその調査報告書公表の目前だった[1]。

### 7月
- 7月26日 - メアリー・サイモン、第30代カナダ総督に就任[2]。先住民（イヌイット）の総督就任はカナダ史上初[2][3]。

### 9月
- 9月20日 - 2021年カナダ総選挙。